# Lokapala

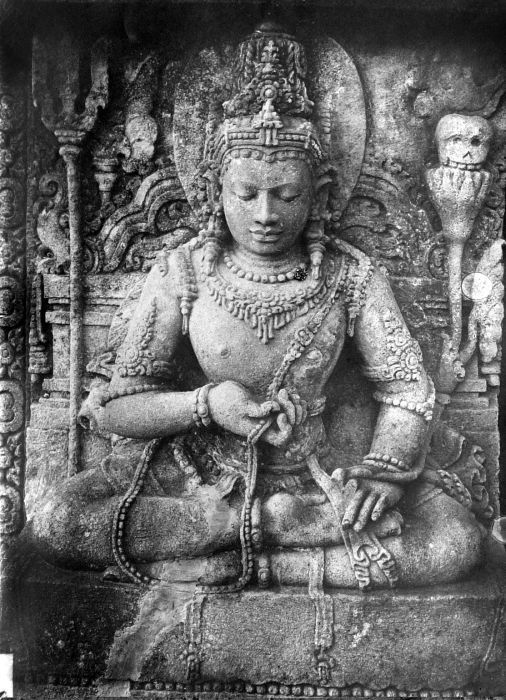
Relief eines Lokapala am Candi Lara Jonggrang, eines Shiva-Tempels im Prambanan, Java, Indonesien

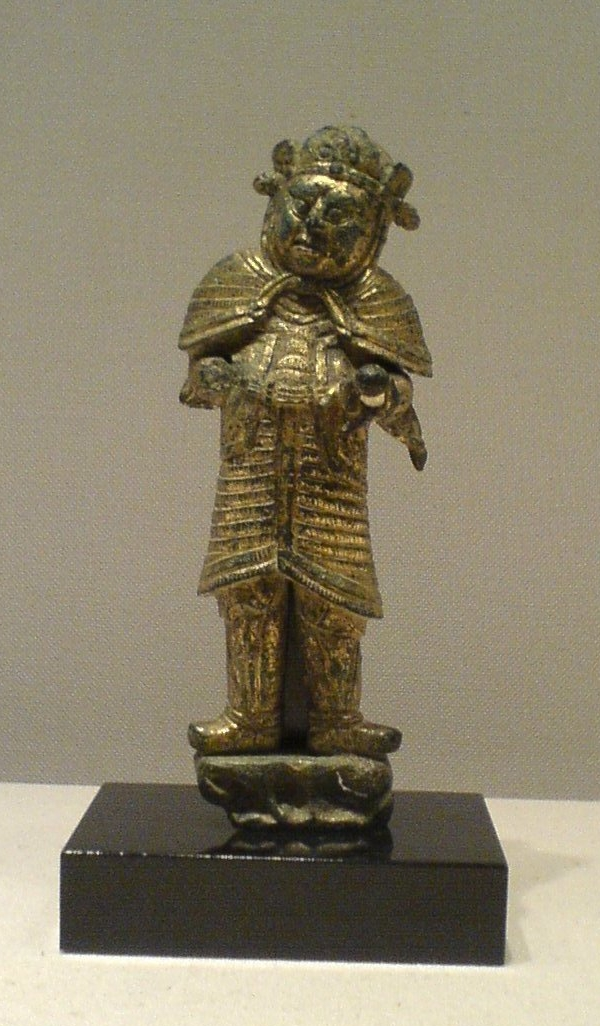
Koreanische Lokapala-Statue

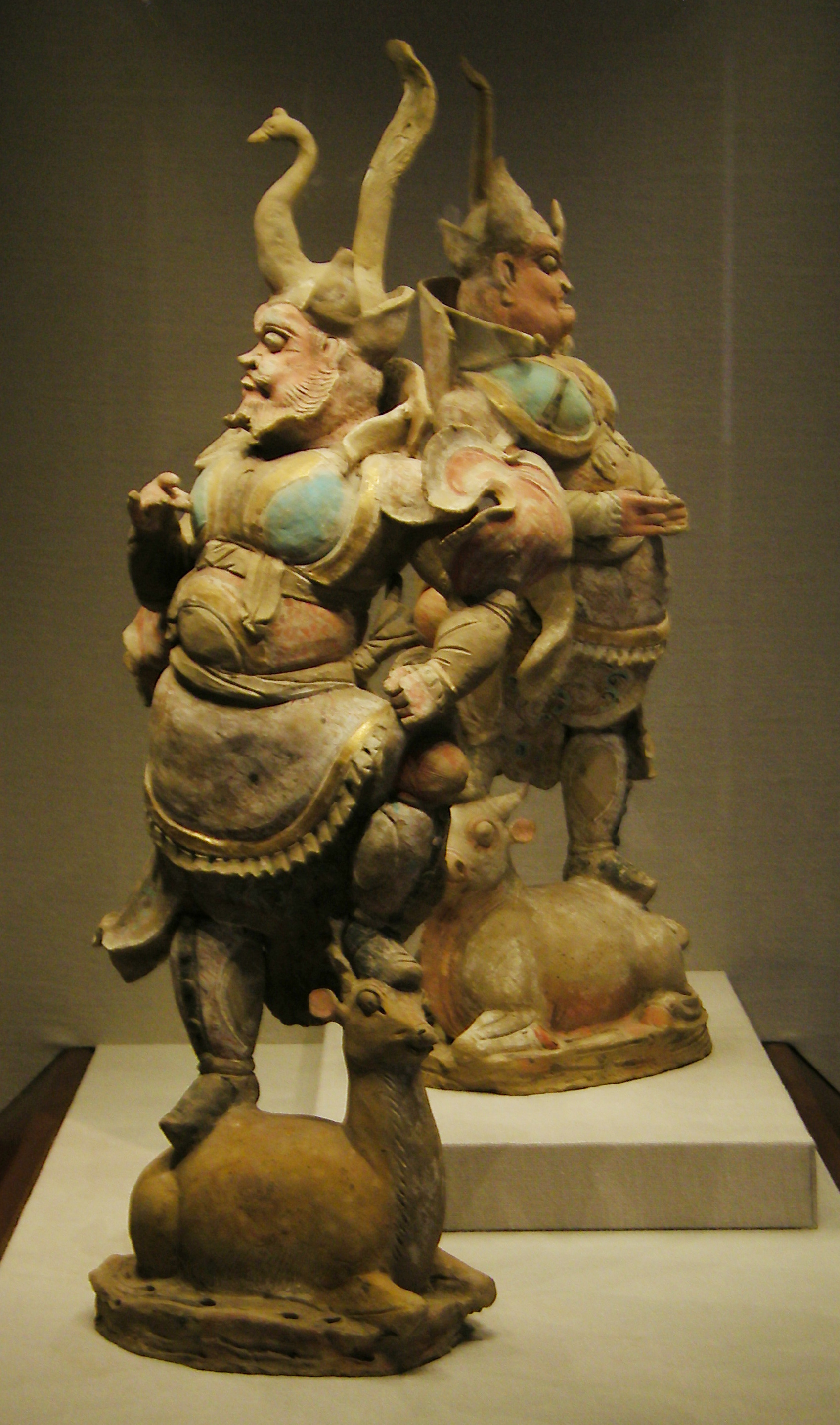
Zwei Lokapala-Statuen der Tang-Dynastie

Lokapalas (Sanskrit लोकपाल lokapāla), auch Dikpala (Sanskrit दिक्पाल dikpāla; Weltenhüter, auch: königliche Wächter, Caturmaharajas, tibetisch: Jigten Kyong), sind in der Mythologie des Hinduismus und des Buddhismus die Wächter der vier bzw. acht Himmelsrichtungen. Jedem von ihnen ist ein Elefant als Helfer beigegeben. Die acht Elefanten werden Diggajas genannt. Sie wurden traditionell paarweise am Eingang eines Grabes dargestellt, um das Grab zu beschützen.

## Hinduismus
Die Lokapalas des Hinduismus sind ehemalige Hochgötter, die in der Zeit des Erstarkens brahmanistisch dominierter Glaubensvorstellungen und -spekulationen auf den Rang von Himmelswächtern herabgestuft wurden. Im Amarakosha des Grammatikers Amara Simhan erscheint folgende Liste der Lokapalas:
- Indra (Osten, पूर्व pūrva)
- Agni (Südosten, आग्नेय āgneya)
- Yama (Süden, दक्षिण dakṣiṇa)
- Nirriti (Südwesten, नैरृत nairṛta)
- Varuna (Westen, पश्चिम paścima)
- Vayu (Nordwesten, वायन vāyana)
- Kubera (Vaishravana) (Norden, उत्तर uttara)
- Ishana (Nordosten, ऐशान aiśāna)

Darstellungen aller Lokapalas oder Dikpalas finden sich u. a. am Rajarani-Tempel in Bhubaneswar.
Im Tantra gibt es noch Brahma für den Zenit und Vishnu für den Nadir.

## Buddhismus
Im Buddhismus zählt man zu den Lokapalas:
- Dhritarashtra
- Vaishravana (Kubera) (Norden)
- Virudhaka
- Virupaksha
- Torhüter des Mandala
- Zehn tantrische Beschützer der Weltenrichtungen

Im thailändischen Buddhismus treten sie zu viert als lokaban (โลกบาล) auf: Thotsarot (Ost), Wirunhok (Süd), Wirunpak (West) und Wessuwan (Nord).
Die Lokapalas schützen die vier Himmelsrichtungen und Horizonte am Weltenberg Meru (im Caturmaharajika-Himmel) und bewachen die Eingänge zum Paradies Indras.
Schon in der frühbuddhistischen Kunst gab es Darstellungen von ihnen – aus dieser Zeit kennt man sie als Schützer der Reliquien, die die vier Himmelsrichtungen der Stupas bewachen.
Der Legende nach waren sie bereits bei der Geburt Buddha Shakyamunis anwesend. Später schenkten sie ihm Almosenschalen, die er als Zeichen der Nicht-Dualität in eine einzige verwandelte. Auch beim Parinirvana Buddhas sollen sie zugegen gewesen sein. Sie sind die Schützer der buddhistischen Lehre und der Welt.
Nach dem Mahaprajnaparamita-Sutra sind sie die Beschützer Buddha Shakyamunis, nach dem Shi-tenno-kyo sind sie sechs Tage abwesend, um in dieser Zeit alle Herrscher, deren Minister, ganze Völker, Insekten, Fische und die Nagas und Pretas der Paralleluniversen zu inspizieren und nach ihrem spirituellen Fortschritt zu schauen, während sie die Welt umrunden.
Während sie in der frühbuddhistisch-indischen Kunst als Stupaschützer mit nackten Oberkörper und Lanzen und Keulen gezeigt werden, sieht man sie auf den späteren Abbildungen als königliche Wächter und Schützer der Lehre in Kriegerkleidung und geharnischt.
Sie werden heroisch dargestellt – meistens auf Schlangen stehend (seltener: sitzend), mit Rüstung oder Kettenpanzer und Arm- und Beinschutz und Helm mit Federbusch, einem Hut aus Elefantenhaut oder einer Krone. Dazu tragen sie kostbaren Schmuck. Meistens haben sie nach mongolischer Art Schnauzbärte und einen strengen Blick. Zeitweilig sind sie von Weisheitsflammen umgeben.

## Wächter

Japanische Darstellung der vier himmlischen Könige
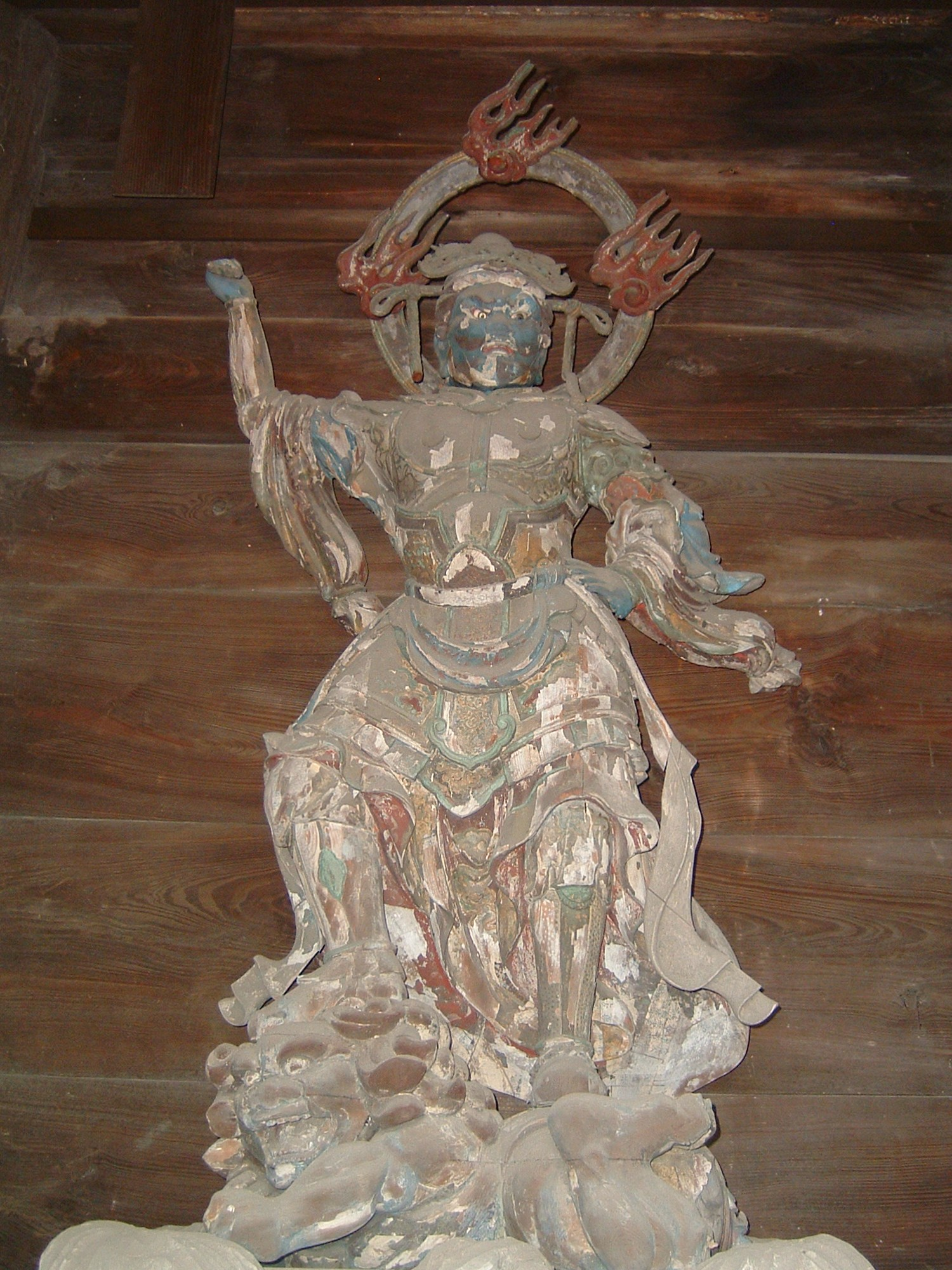
Jikoku-ten (Osten)
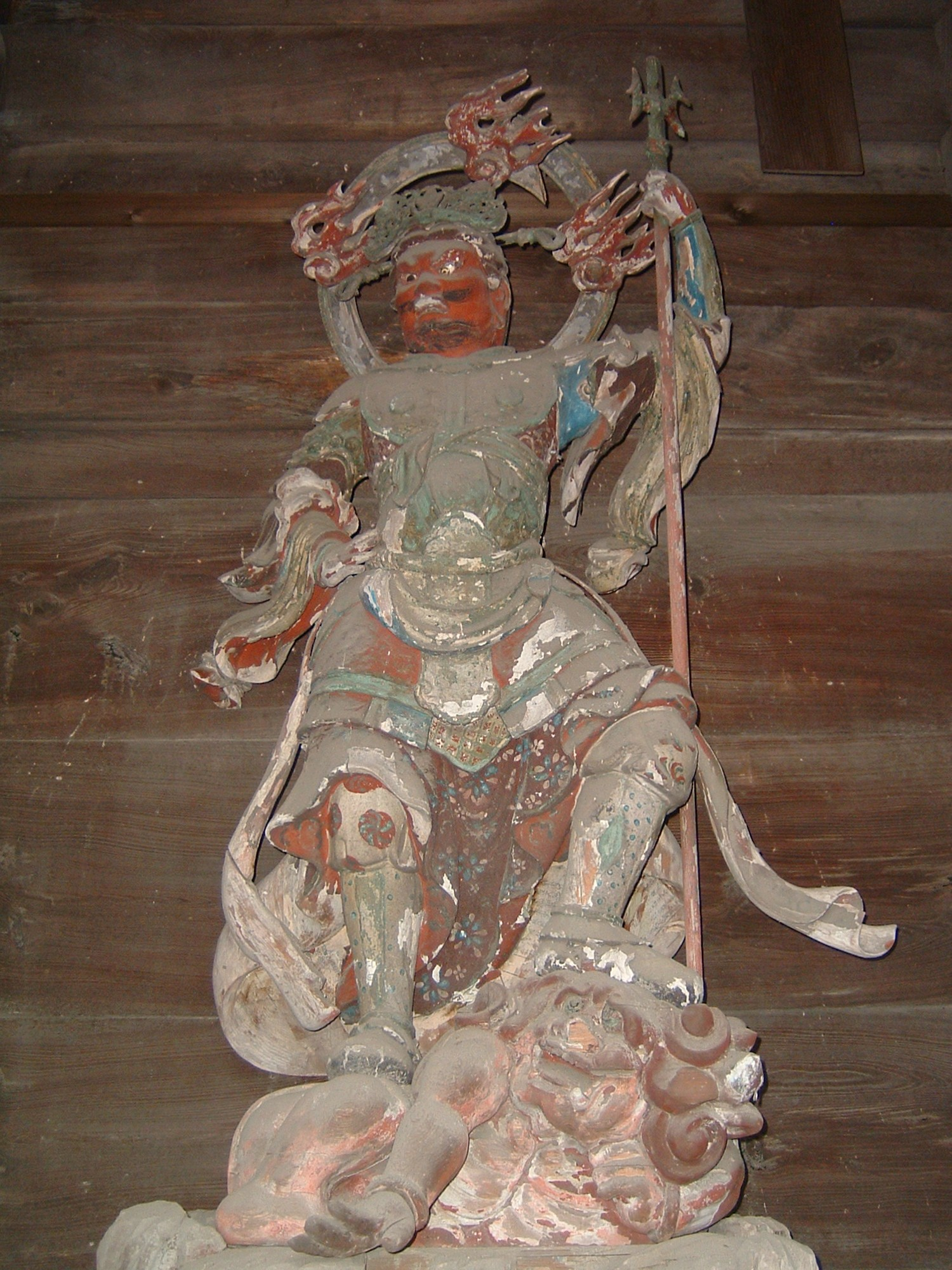
Zōjō-ten (Süden)
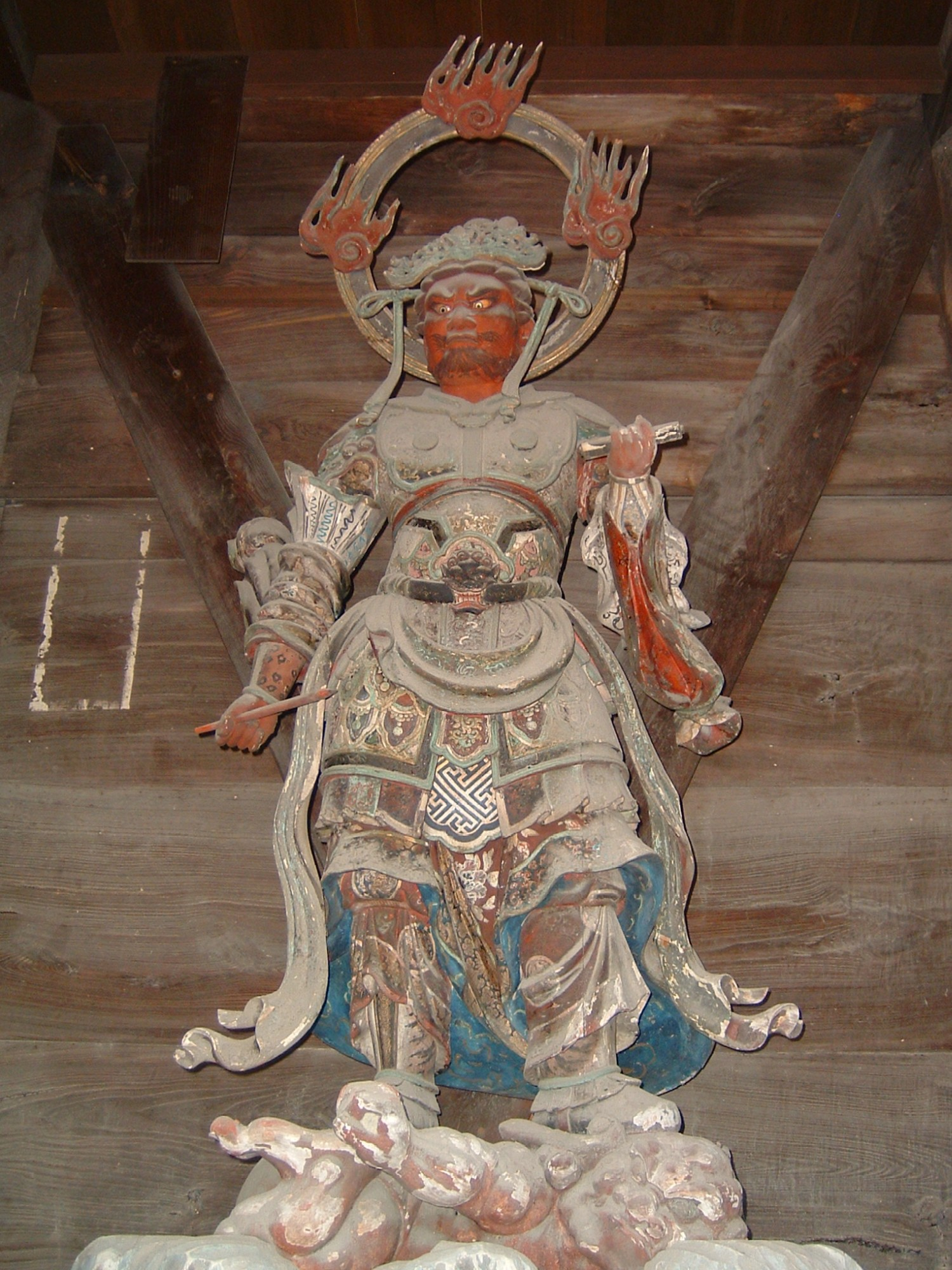
Kōmoku-ten (Westen)
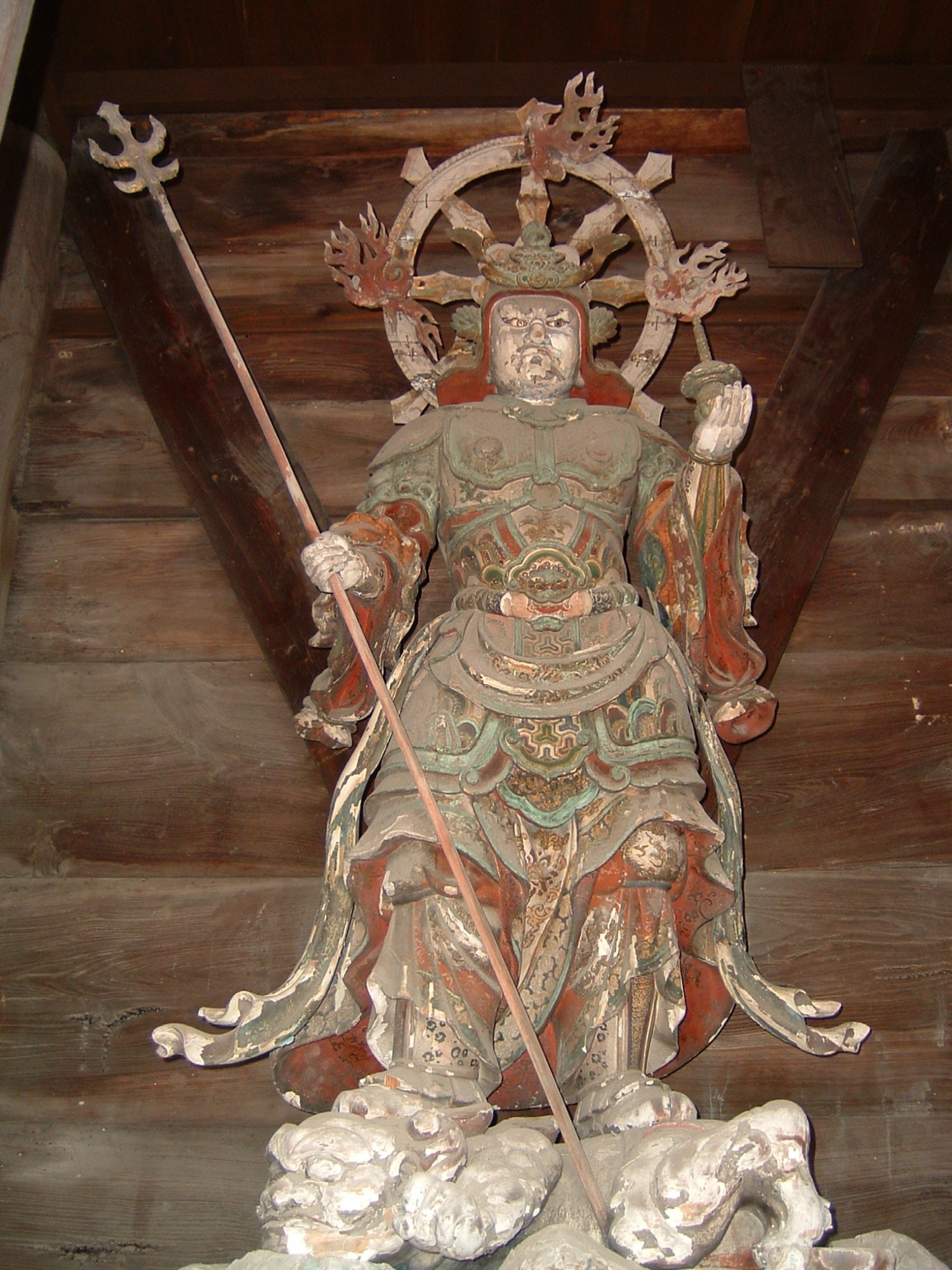
Bishamon-ten (Norden)
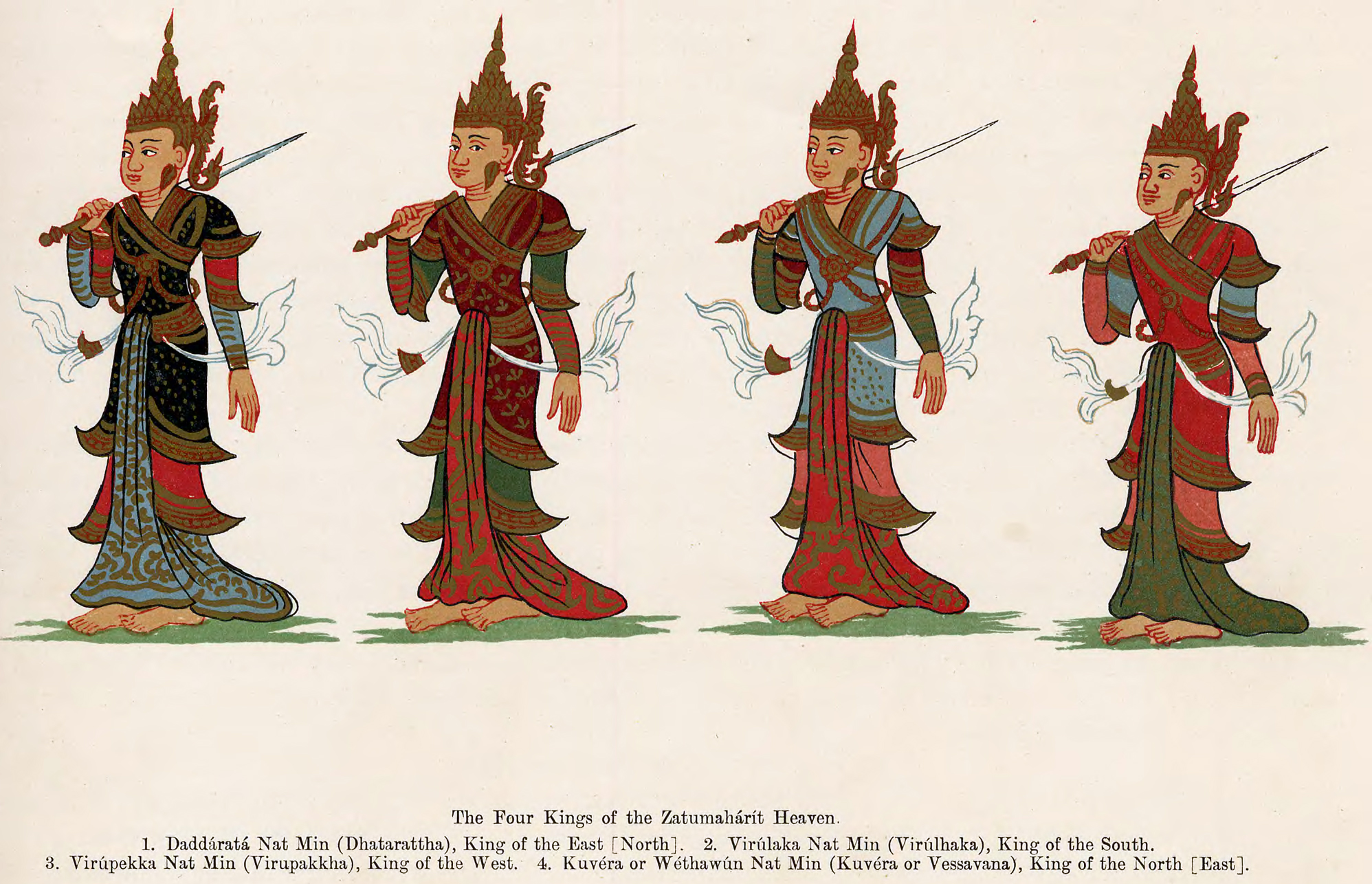
Nach birmanischer traditioneller Darstellung (1906)

### Dhritarashtra
„Bewahrer des Staates“, tib. Yulbkhor Bsrungs, jap. 持国天 Jikokuten
Dhritarashtra regiert im Osten und ist der Schützer der Lehre und der „Bewahrer des Staates“.
Ihm untersteht das Heer der himmlischen Musikanten (Gandharvas) und dämonischer Vampire.
Dhritarashtra ist von weißer Körperfarbe. Als König der Gandharvas ist sein Attribut die Laute oder ein anderes Saiteninstrument. Er wird nur in der Vierergruppe dargestellt.

### Vaishravana
„Der alles Wissende“, tib. Rnam Thas-kyi Bu, jap. 毘沙門天 Bishamonten
Vaishravana regiert im Norden und ist das Oberhaupt der vier Lokapalas – er ist der, „der wissend ist“. Er ist derjenige, der alles im Königreich hört und es jederzeit kraftvoll und vortrefflich verteidigen kann.
Der Legende nach vermutete man im Norden riesige Reichtümer und Schätze, daher sieht man ihn auch als eine Ausstrahlung des Reichtümer bergenden Kubera an. Kubera steht in Zusammenhang mit weltlichem Reichtum oder der Ausweitung von materiellen Dingen. Aufgrund dessen ist Vaishravanas wichtigstes Attribut die Manguste – diese hat für Kubera erfolgreich gegen die Schlangen gekämpft, die die irdischen Schätze bewachen.
Vaishravana ist von gelber Körperfarbe. Als König der schatzhütenden Yakshas sind seine Attribute das Rundbanner und die juwelenspeiende Manguste (seltener: Juwel und Schlange). Als der wichtigste der Lokapalas kann er sowohl einzeln, als auch in der Vierergruppe dargestellt werden.

### Virudhaka
„Der das Königreich vergrößert“, tib. Hphags Skyes-po, jap. 増長天 Zōjōten bzw. Zōchōten
Virudhaka regiert im Süden und ist „der Mächtige, der das Königreich vergrößert“.
Im unterstehen die Khumbhandas; Riesen oder Gnome. Virudhaka ist von grüner (seltener: blauer) Körperfarbe, manchmal mit Bart.
Als König der Khumbhanda (Giganten oder Gnome) ist sein Attribut das Schwert (seltener: ein Sonnenschirm). Er wird nur in der Vierergruppe gezeigt.

### Virupaksha
„Der alles Beobachtende“, jap. 広目天 Kōmokuten
Virupaksha regiert im Westen und ist der Schützer „der alles beobachtet, was sich im Königreich tut“. Virupaksha ist von roter Körperfarbe. Sein Attribut ist eine geöffnete Sutrarolle, ein Stupa oder metallenes Gefäß, in dem Nagarjuna buddhistische Schriften fand. Er wird nur in der Vierergruppe gezeigt.
DE:

Vier Weltenhüter in Gyantse (Tibet)
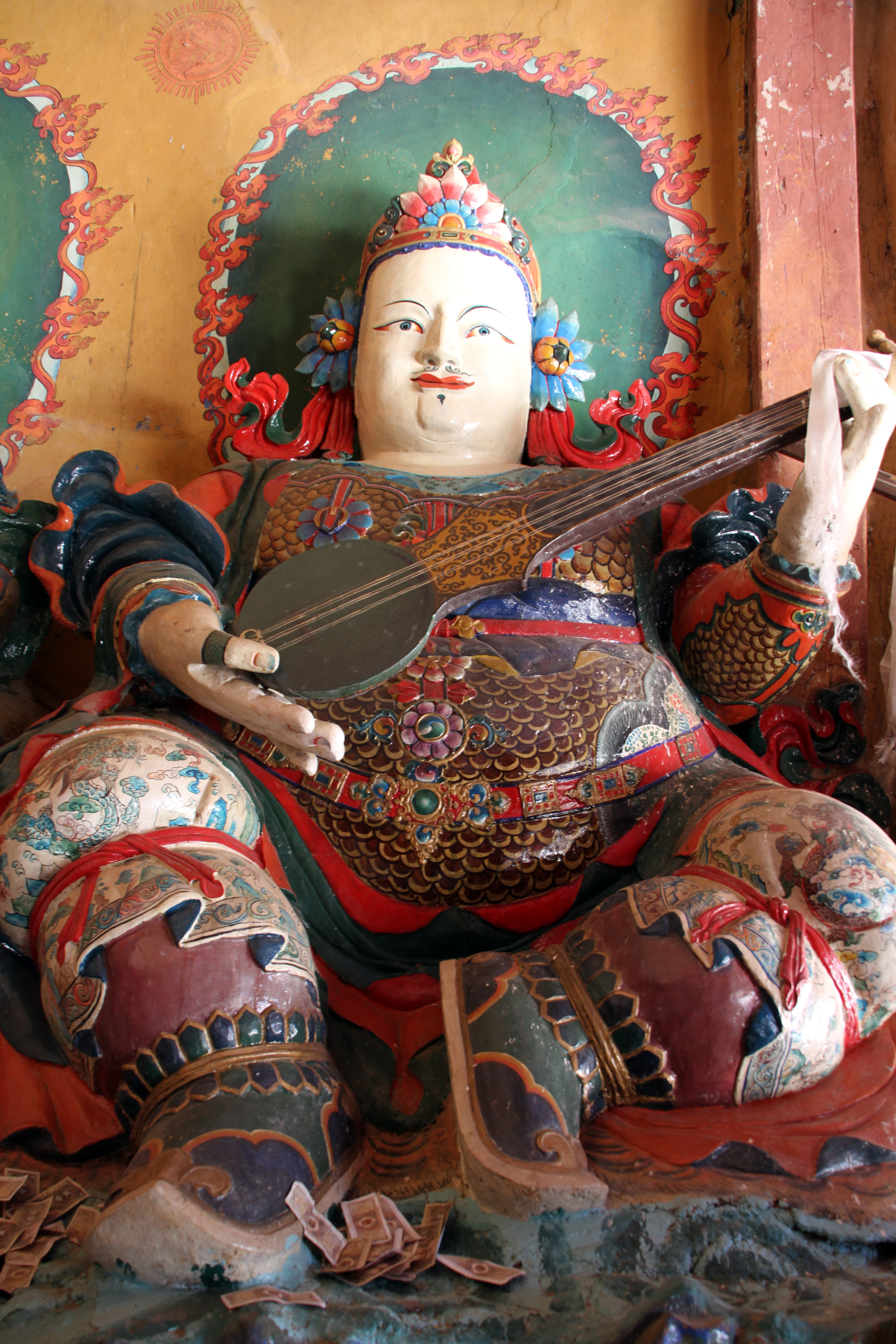
Dhritarashtra
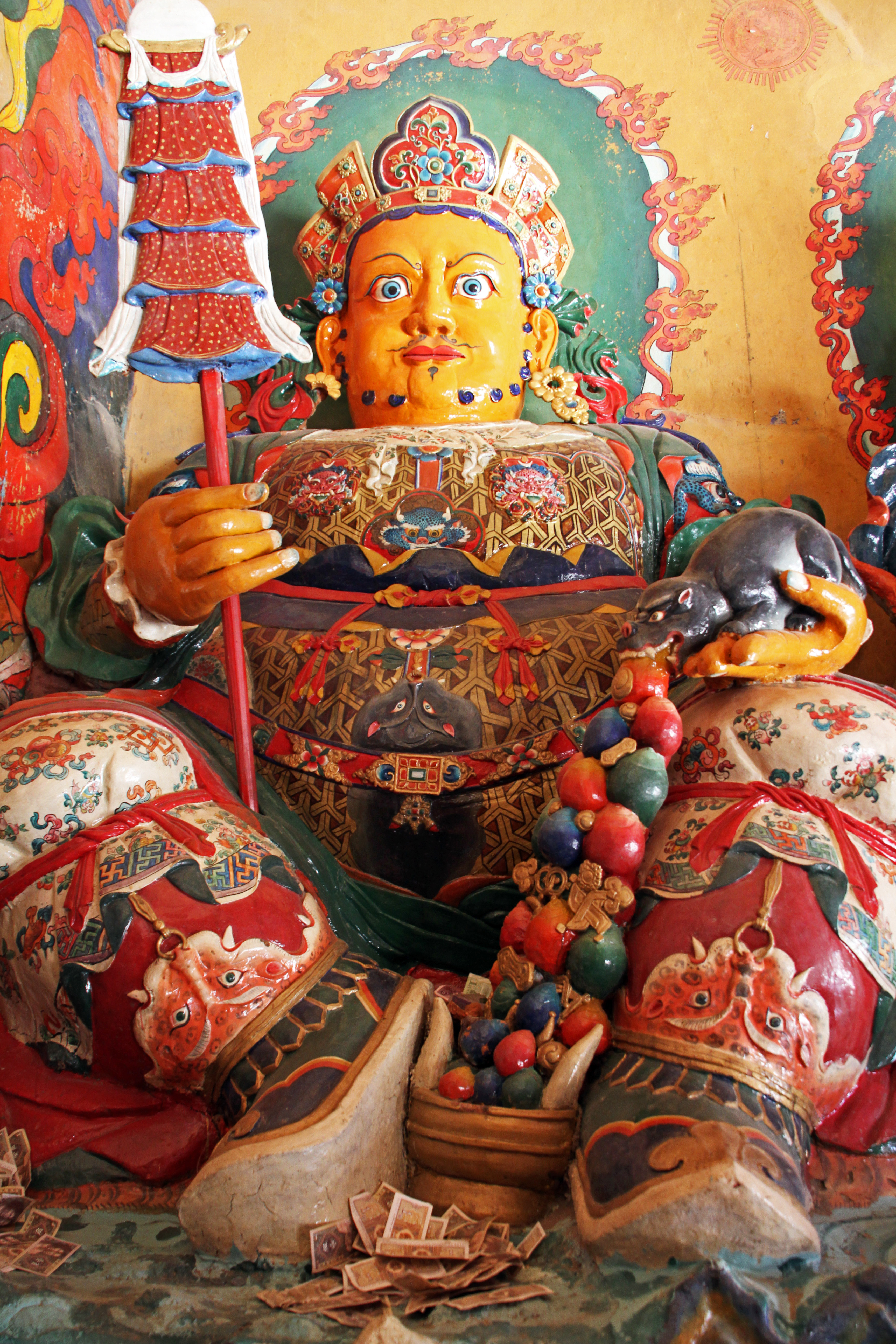
Vaishravana
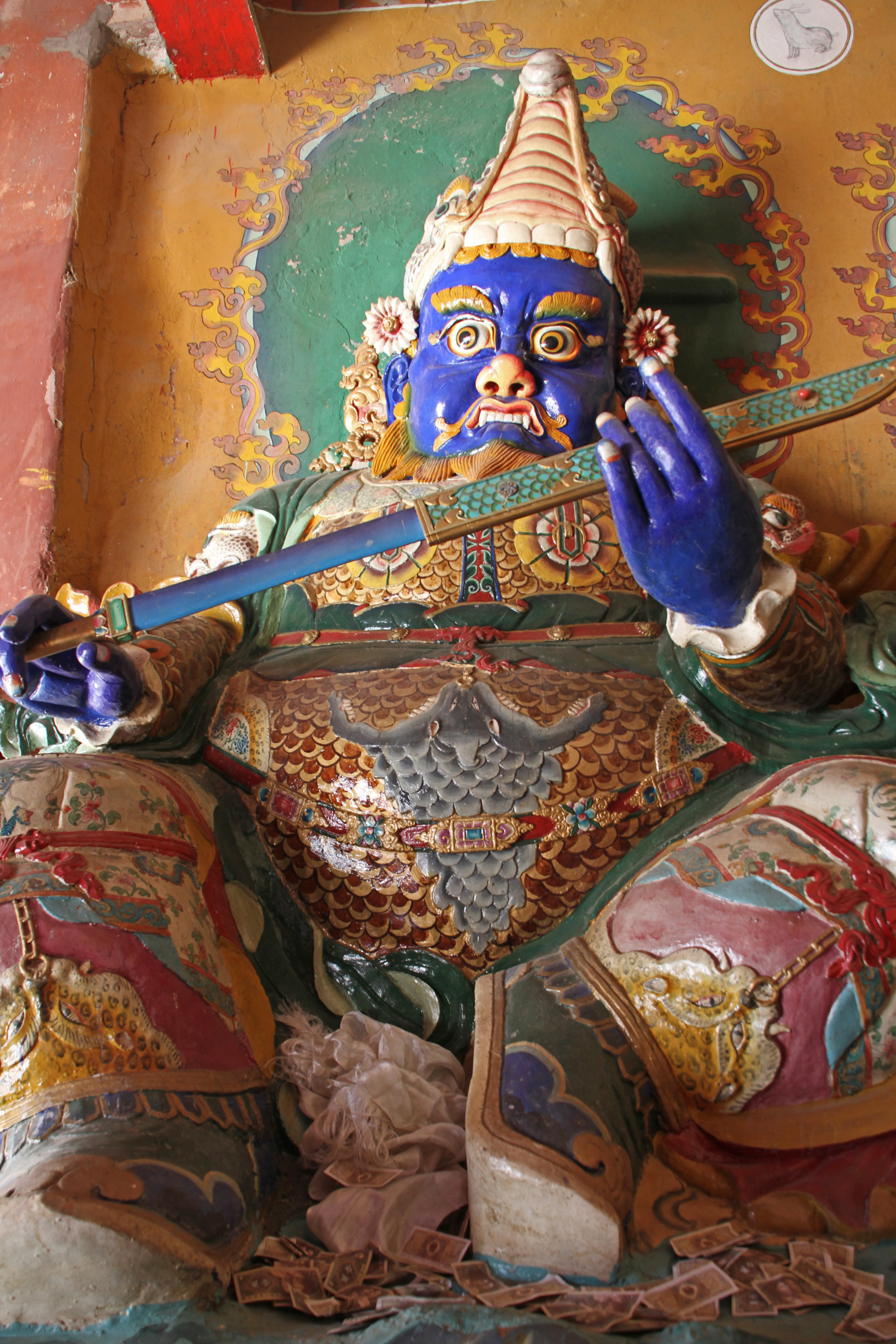
Virudhaka
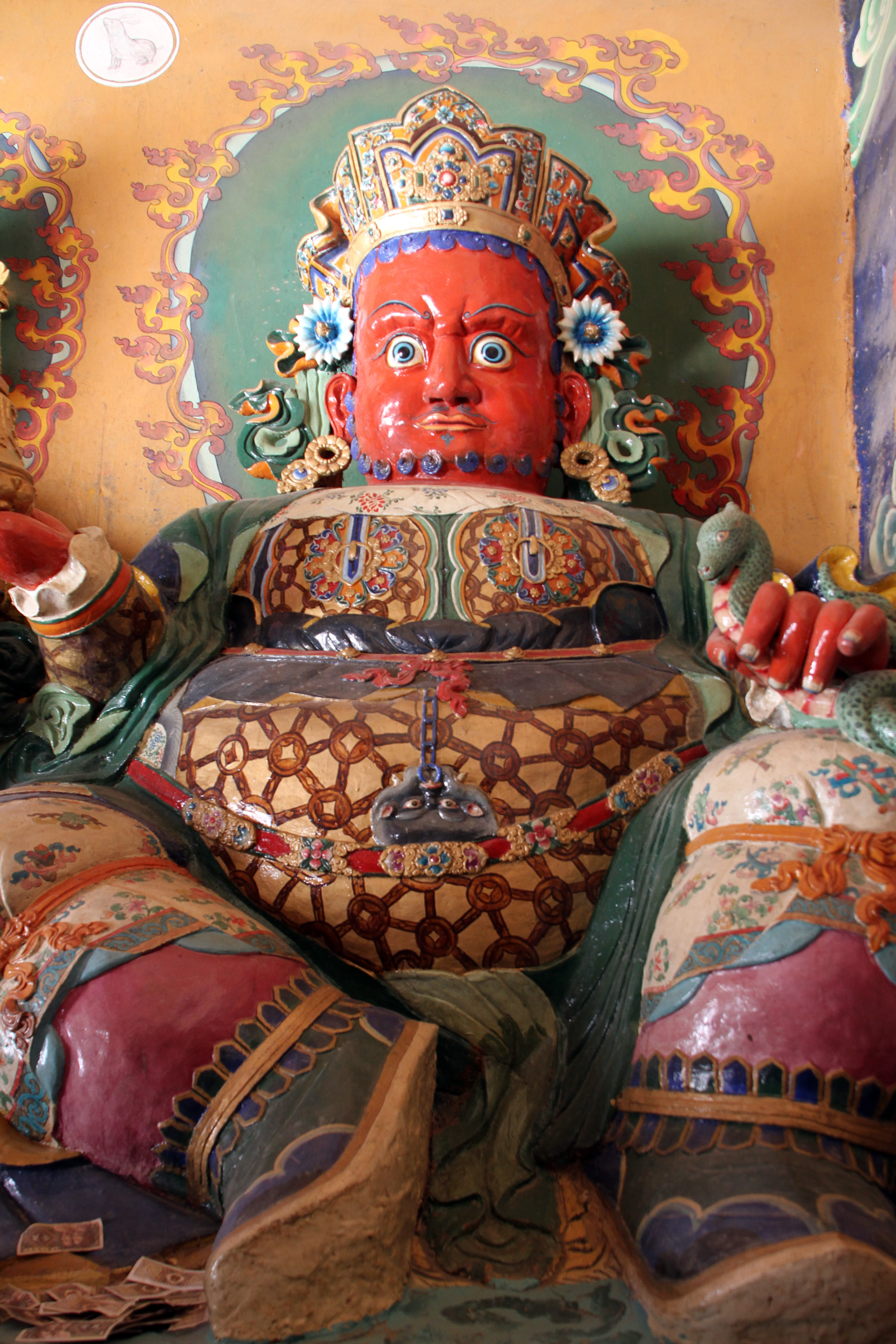
Virupaksha

### Torhüter des Mandala
Im Rahmen der Benennung der Lokapalas muss auch eine weitere Gruppe von vier Gottheiten nennen, die auch aus dem Bardo Thödöl bekannt sind, genau betrachtet aber zu den großen Heruka (Bluttrinkern) des Mahayoga zählen.
Es handelt sich hier um die Torhüter des Mandala, die auch im tibetischen Totenbuch erwähnt werden, sie gehören zu den Erscheinungen der friedlichen Visionen des sechsten Tages nach dem Tod, sie gelten als Manifestationen der eigenen gereinigten Projektionen.
Während das Mandala die fünf Aspekte der Erleuchtung verkörpert, werden die Eingänge der vier Himmelsrichtungen von den Torhütern bewacht, die die Güte, das Mitgefühl, die Mitfreude und den Gleichmut repräsentieren.
Osten: Der weiße Vijaya mit seiner Gefährtin Ankusha (Stachelstockträgerin).
Der Haken des Ankusha symbolisiert die grenzenlose Liebe zu allen fühlenden Wesen, der die Herzen einfängt – zur Überwindung des Leids.
Süden: Der gelbe Yamantaka mit seiner Gefährtin Pasha (Schlingenträgerin). Die Schlinge symbolisiert das allumfassende, fesselnde Mitgefühl, das uns innewohnt.
Westen: Der rote Hayagriva mit seiner Gefährtin Shrinkala (oder: Sphota), (Kettenträgerin).
Die Ketten symbolisieren die unermessliche Freude, der sich niemand entziehen kann, da sie ein Teil unseres ursprünglichen Selbst ist.
Norden: Der grüne Amritadhara (Amritakundali) mit seiner Gefährtin Ghanta (Glocke). Die läutende Glocke symbolisiert den grenzenlosen, nicht unterscheidenden Gleichmut für alle fühlenden Wesen.

### Zehn tantrische Beschützer der Weltenrichtungen
Darüber hinaus gibt es noch die zehn kraftvoll-schützenden Wächter der zehn Weltenrichtungen, die die vier Haupt- und Nebenhimmelsrichtungen, Zenit und Nadir schützen.
Auch helfen sie dabei, die Gefahr des Krieges abzuwenden.
Sie gelten als Khrodagottheiten (zornvolle Gottheiten).
Sie alle tragen den Schmuck der zornvollen Gottheiten und stehen im rechten oder linken Ausfallschritt in Vereinigung mit ihrer Gefährtin. Sie haben jeweils drei Gesichter und sechs Arme. Wächter und Gefährtin tragen spiegelgleich dieselben Attribute (Schwert, Rad, Lotus, Beil, Vajra, Lanze).